# Rakaia daviesae
Rakaia daviesae is een hooiwagen uit de familie Pettalidae.